# Горня-Лиеска
Горня-Лиеска (серб. Горња Лијеска / Gornja Lijeska) — село в общине Вишеград Республики Сербской Боснии и Герцеговины. Население составляет 19 человек по переписи 2013 года.